# Antonia Horn
Antonia Horn (* 25. Januar 1997 in Schmalkalden als Antonia Fräbel) ist eine ehemalige deutsche Skilangläuferin und Biathletin.

## Werdegang

### Skilanglauf
Horn, die für den WSV Asbach startet, nahm von 2012 bis 2017 vorwiegend an U18 und U20-Rennen im Alpencup teil. Dabei belegte sie in der Saison 2015/16 den dritten Platz und in der Saison 2016/17 den zweiten Platz in der U20-Gesamtwertung. Bei den Junioren-Weltmeisterschaften 2014 im Val di Fiemme errang sie den 24. Platz im Sprint und den 14. Platz im Skiathlon. Im folgenden Jahr gewann sie beim Europäischen Olympischen Winter-Jugendfestival in Steg die Bronzemedaille in der Mixed-Staffel, die Silbermedaille im Sprint und die Goldmedaille über 5 km Freistil. Ihr Debüt im Weltcup hatte sie im Januar 2016 in Nové Město, das sie auf dem siebten Platz mit der Staffel beendete. Bei den Junioren-Weltmeisterschaften 2016 in Râșnov holte sie die Bronzemedaille über 5 km klassisch. Zudem kam sie dort auf den 27. Platz im Sprint, auf den neunten Rang über 10 km Freistil und auf den vierten Platz mit der Staffel. Im folgenden Jahr gewann sie bei den Junioren-Weltmeisterschaften 2017 in Soldier Hollow die Silbermedaille im Sprint und wurde dort zudem Siebte über 5 km Freistil und jeweils Sechste mit der Staffel und im Skiathlon.
Zu Beginn der Saison 2017/18 startete Horn in Prémanon erstmals im Alpencup und errang dabei den zweiten Platz über 10 km klassisch. Im weiteren Saisonverlauf kam sie viermal auf den zweiten Platz und holte über 10 km klassisch und im 10-km-Massenstartrennen in Zwiesel ihre ersten Siege im Alpencup und gewann damit zum Saisonende die Gesamtwertung des Alpencups. Bei den U23-Weltmeisterschaften 2018 in Goms errang sie im Sprint und im Skiathlon jeweils den sechsten Platz. In der folgenden Saison gewann sie mit fünf Siegen und einen zweiten Platz, erneut die Gesamtwertung des Alpencups. Bei den U23-Weltmeisterschaften 2019 in Lahti belegte sie den 33. Platz über 10 km Freistil und den 28. Rang im Sprint. Im März 2019 holte sie am Holmenkollen in Oslo mit dem 25. Platz im 30-km-Massenstartrennen in der klassischen Technik ihre ersten Weltcuppunkte. Im Februar 2020 wurde sie bei den deutschen Skilanglaufmeisterschaften in Oberstdorf Zweite im Sprint und zusammen mit Victoria Carl im Teamsprint deutsche Meisterin. Bei den U23-Weltmeisterschaften 2020 in Oberwiesenthal kam sie auf den 16. Platz im 15-km-Massenstartrennen, auf den siebten Rang mit der Staffel und jeweils auf den sechsten Platz im Sprint und über 10 km klassisch.

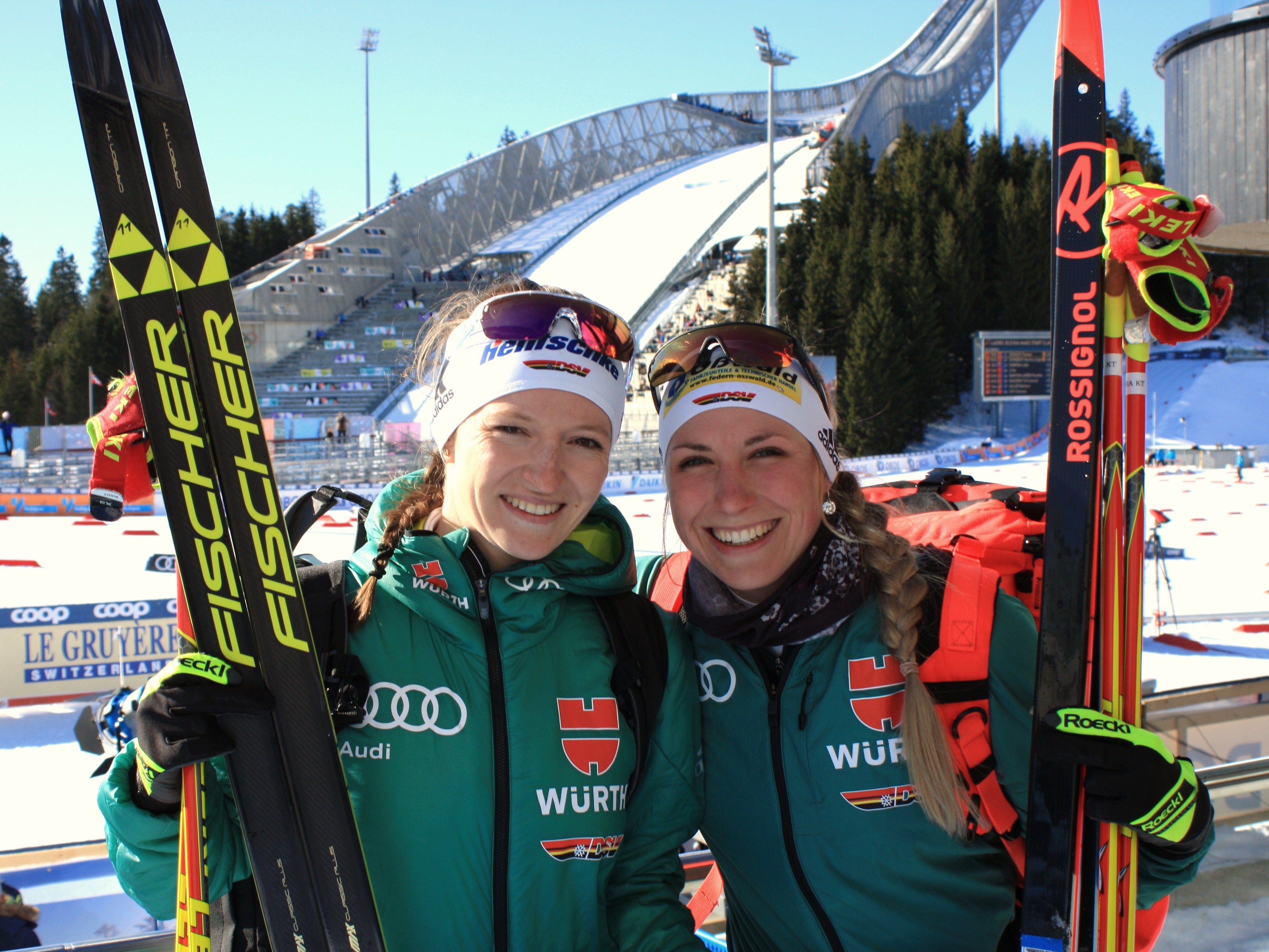
Antonia Horn (rechts) mit Julia Belger am Holmenkollen, 10. März 2019

Nach Platz zwei und drei beim Alpencup in Ulrichen zu Beginn der Saison 2020/21, kam Horn bei der Tour de Ski 2021 auf den 26. Gesamtrang. Beim Saisonhöhepunkt, den nordischen Skiweltmeisterschaften in Oberstdorf, lief sie auf den 46. Platz über 10 km Freistil und auf den 36. Rang im Skiathlon. In der Saison 2021/22 errang sie den 32. Platz bei der Tour de Ski 2021/22 und den 61. Platz im Gesamtweltcup. Bei den Olympischen Winterspielen 2022 in Peking belegte sie den 28. Platz über 10 km klassisch und den 19. Rang im 30-km-Massenstartrennen.

### Biathlon
Im April 2022 gab Antonia Horn bekannt, dass sie zur Saison 2022/23 vom Skilanglauf zum Biathlon wechselt. Sie trainierte unter Peter Sendel in Oberhof und wurde vom Deutschen Skiverband in die von diesem betreute Lehrgangsgruppe 1b aufgenommen.
Bei den Deutschen Meisterschaften im September des gleichen Jahres in Oberhof gab Horn ihr Wettkampfdebüt im Biathlon. Nach Disqualifikation im Einzel wurde sie im Sprint 21. und konnte sich in der Verfolgung auf Platz 13 verbessern. In der Wintersaison startete sie im Deutschlandpokal, wobei ihre besten Ergebnisse zwei zweite Plätze waren und sie die Gesamtwertung auf Platz vier beendete. In Folge eines Kreuzbandrisses im Sommer 2023 musste Horn die Saison 2023/24 nach zwei Deutschlandpokal-Stationen vorzeitig beenden.
Im August 2024 gab Antonia Horn ihren Rücktritt vom Leistungssport aufgrund anhaltender gesundheitlicher Probleme bekannt.

## Privates
Im Mai 2022 heiratete Antonia Fräbel den Biathleten Philipp Horn und trägt seitdem dessen Nachnamen.

## Statistik (Skilanglauf)

### Großereignisse

#### Olympische Spiele
- 2022 Peking: 19. Platz 30 km Freistil Massenstart, 28. Platz 10 km klassisch

#### Nordische Skiweltmeisterschaften
- 2021 Oberstdorf: 36. Platz 15 km Skiathlon, 46. Platz 10 km Freistil

### Weltcup

#### Weltcup-Statistik
Die Tabelle zeigt die erreichten Platzierungen im Einzelnen.
- 1.–3. Platz: Anzahl der Podiumsplatzierungen
- Top 10: Anzahl der Platzierungen unter den ersten zehn
- Punkteränge: Anzahl der Platzierungen innerhalb der Punkteränge
- Starts: Anzahl gelaufener Rennen in der jeweiligen Disziplin
- Hinweis: Bei den Distanzrennen erfolgt die Einordnung gemäß FIS.

| Platzierung               | Distanzrennen a | Distanzrennen a | Distanzrennen a | Distanzrennen a | Distanzrennen a | Skiathlon Verfolgung | Sprint | Etappen- rennen b | Gesamt | Team   | Team    |
| Platzierung               | ≤ 5 km          | ≤ 10 km         | ≤ 15 km         | ≤ 30 km         | > 30 km         | Skiathlon Verfolgung | Sprint | Etappen- rennen b | Gesamt | Sprint | Staffel |
| ------------------------- | --------------- | --------------- | --------------- | --------------- | --------------- | -------------------- | ------ | ----------------- | ------ | ------ | ------- |
| 1. Platz                  |                 |                 |                 |                 |                 |                      |        |                   |        |        |         |
| 2. Platz                  |                 |                 |                 |                 |                 |                      |        |                   |        |        |         |
| 3. Platz                  |                 |                 |                 |                 |                 |                      |        |                   |        |        |         |
| Top 10                    |                 |                 |                 |                 |                 |                      |        |                   |        |        | 4       |
| Punkteränge               |                 | 7               |                 | 1               |                 | 2                    | 2      | 1                 | 13     | 1      | 4       |
| Starts                    | 1               | 24              |                 | 2               |                 | 10                   | 19     | 4                 | 60     | 1      | 4       |
| Stand: Saisonende 2021/22 |                 |                 |                 |                 |                 |                      |        |                   |        |        |         |

#### Weltcup-Gesamtplatzierungen
| Saison  | Gesamt | Gesamt | Distanz | Distanz | Sprint | Sprint |
| Saison  | Punkte | Platz  | Punkte  | Platz   | Punkte | Platz  |
| ------- | ------ | ------ | ------- | ------- | ------ | ------ |
| 2018/19 | 6      | 108.   | 6       | 81.     | -      | -      |
| 2019/20 | 20     | 83.    | 1       | 88.     | 9      | 68.    |
| 2020/21 | 62     | 56.    | 29      | 44.     | 13     | 63.    |
| 2021/22 | 62     | 61.    | 52      | 36.     | -      | -      |

### Siege bei Continental-Cup-Rennen
| Nr. | Datum             | Ort            | Disziplin                       | Serie    |
| --- | ----------------- | -------------- | ------------------------------- | -------- |
| 1.  | 17. Februar 2018  | Zwiesel        | 10 km klassisch Individualstart | Alpencup |
| 2.  | 18. Februar 2018  | Zwiesel        | 10 km Freistil Massenstart      | Alpencup |
| 3.  | 23. Dezember 2018 | Valdidentro    | 10 km klassisch Massenstart     | Alpencup |
| 4.  | 4. Januar 2019    | Nové Město     | Sprint klassisch                | Alpencup |
| 5.  | 5. Januar 2019    | Nové Město     | 10 km Freistil Individualstart  | Alpencup |
| 6.  | 6. Januar 2019    | Nové Město     | 15 km klassisch Massenstart     | Alpencup |
| 7.  | 16. März 2019     | Oberwiesenthal | 10 km klassisch Massenstart     | Alpencup |